# Johann Caspar de Gabrieli
Johann Caspar de Gabrieli (auch: Gaspare de Gabrieli) (* 1685 in Roveredo GR; † 3. August 1713 in Unterschwaningen) war ein Stuckateur des Barock.

## Leben
Die Eltern waren der Maurermeister Giovanni Gabrieli (* 1666; † 1716) in Roveredo im Misox in Graubünden und seine Ehefrau Domenica geb. Zuccalli. Er war ein jüngerer Bruder des Ansbachischen (und ab 1714 Eichstättisch-fürstbischöflichen) Hofbaudirektors Gabriel de Gabrieli, der den jungen Stuckateur förderte. Johann Caspars letzte Arbeit, Stuckaturen im Alten Schloss Schwaningen, konnte er nicht mehr vollenden, da er dort mit 28 Jahren an der „Ungarischen Krankheit“ (Typhus) starb. Er wurde am 5. August 1713 im Eichstättischen Großlellenfeld bestattet.

## Werke
- Gräflich Seckendorff-Aberdar’sches Blaues Schloss Obernzenn (1712/13 Deckenstuck im Hauptgeschoss nach eigenen Entwürfen)
- Thalmässing, Evangelisch-lutherische Pfarrkirche St. Michael (1712/13; Stuckmarmoraltar)
- Schloss Schwaningen (1712/13; Schloss 1811 auf Abbruch verkauft und abgetragen)